# غوتا ستريسر
ماريا أوغستا لاباتوت ستريسر (مواليد 28 سبتمبر 1972) المعروفة باسم غوتا ستريسر هي ممثلة ومخرجة وكاتبة برازيلية اشتهرت بأدائها في مجالات الترفيه الأكثر تنوعًا، وقد فازت بالعديد من الجوائز، بما في ذلك جائزة غواراني ، بالإضافة إلى تلقيها ترشيحات لجائزة جمعية مراسلي الصحافة الأجنبية للسينما، وجائزة الجودة البرازيلية وثلاث جوائز شل.